# Blaues Haus (Weißenburg)

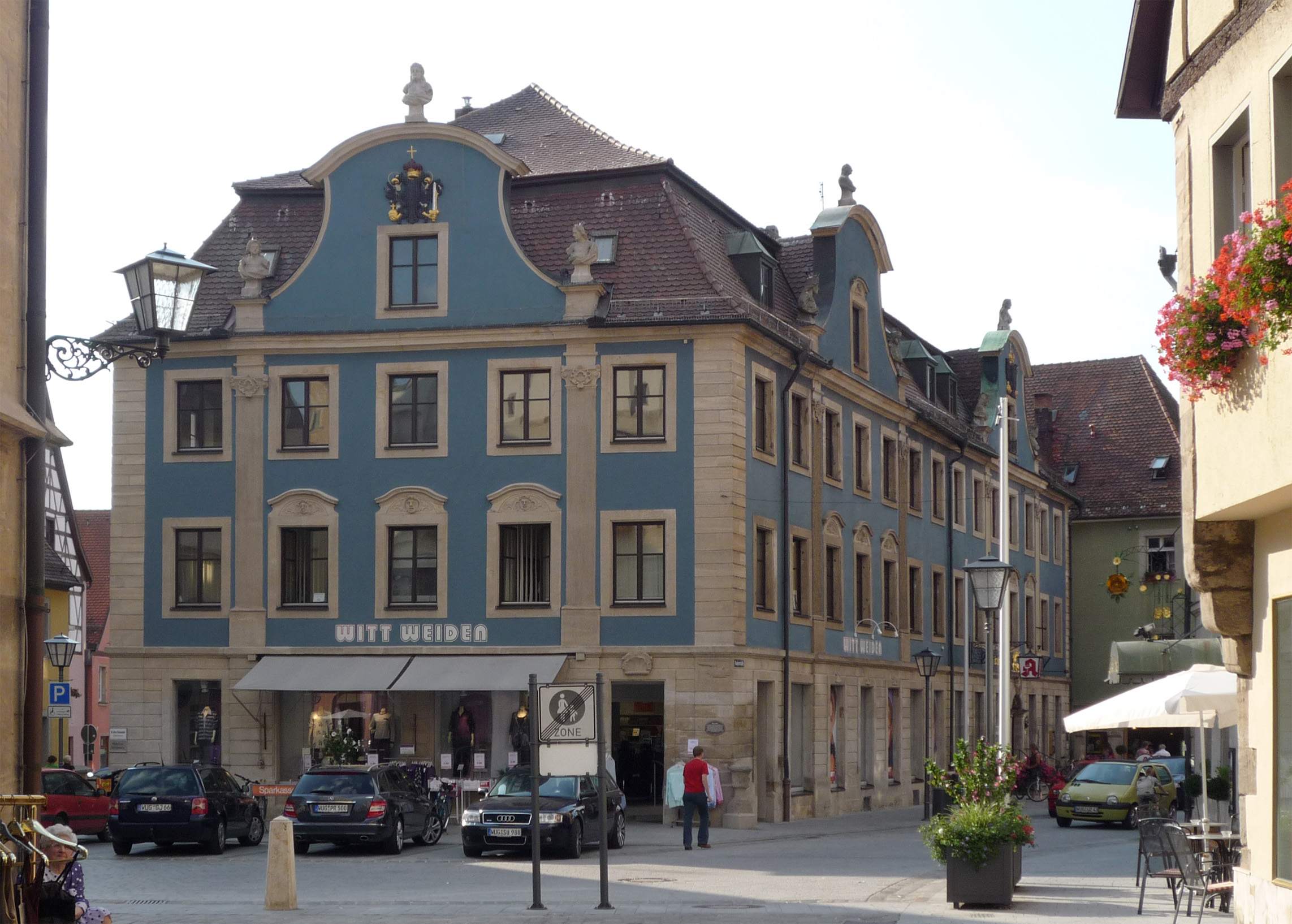
Das Blaue Haus vom Alten Rathaus aus

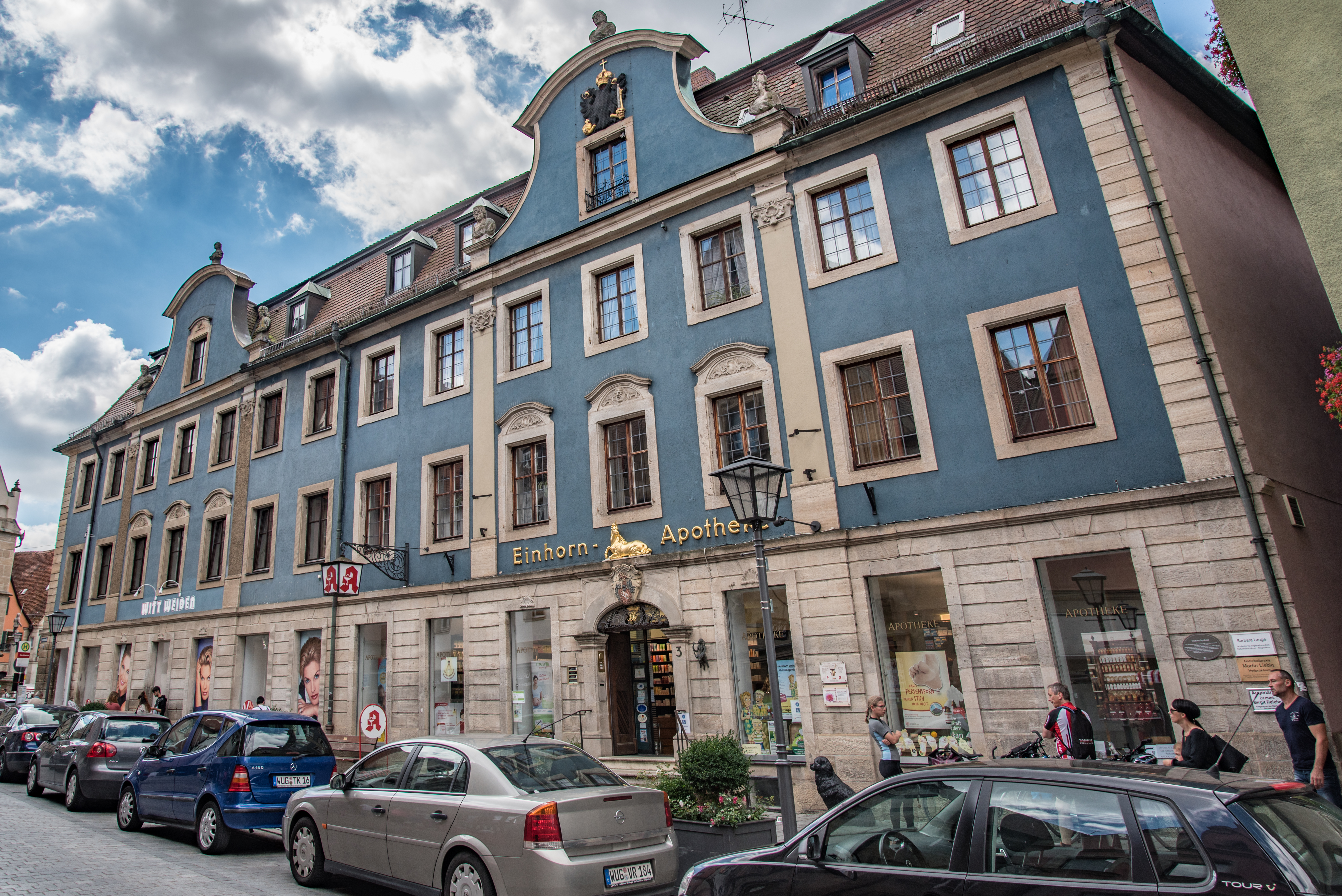
Das Haus von der Rosenstraße aus

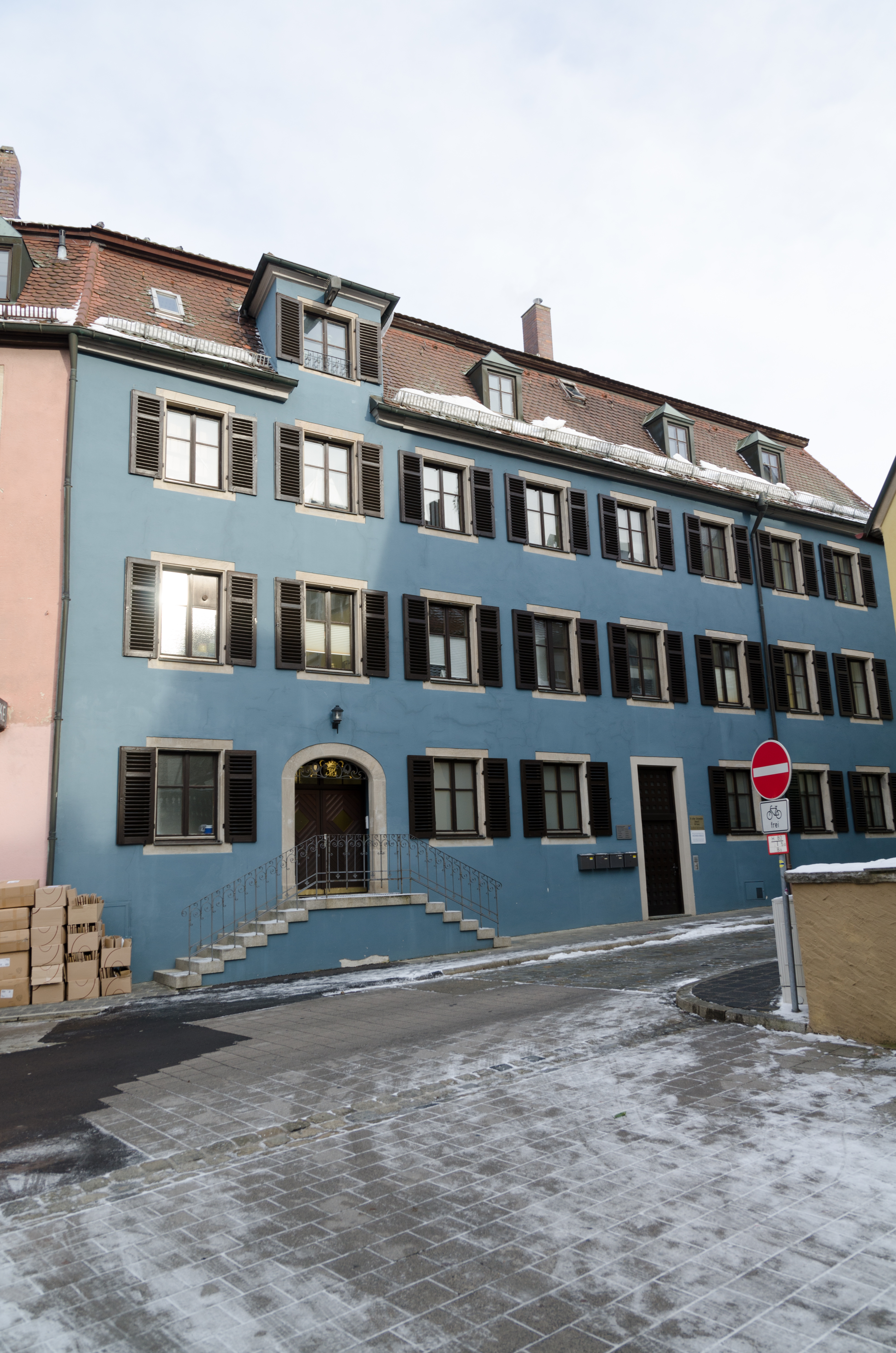
Das Haus vom Platz Am Hof aus gesehen

Das Blaue Haus ist ein in der Farbe Blau gehaltenes Barockgebäude innerhalb der denkmalgeschützten Altstadt von Weißenburg in Bayern, einer Kreisstadt im mittelfränkischen Landkreis Weißenburg-Gunzenhausen. Das Blaue Haus ist unter der Denkmalnummer D-5-77-177-365 als Baudenkmal in die Bayerische Denkmalliste eingetragen.

## Geographische Lage
Das Bauwerk steht in der nördlichen Altstadt in der Rosenstraße und hat als Doppelhaus die Hausnummern 1 und 3. Das Gebäude steht am Übergang der Rosenstraße zum Marktplatz, Luitpoldstraße und Am Hof. Es liegt gegenüber dem Alten Rathaus und nahe dem Haus an der Rosenstraße 10, dem viertältesten Bürgerhaus Weißenburgs, und nahe dem Haus an der Rosenstraße 18, dem fünftältesten Bürgerhaus Weißenburgs. Das Gebäude steht auf einer Höhe von 423 Metern über NHN.

## Geschichte
Das Haus wurde von 1760 bis 1767 vom Fabrikanten Georg Zacharias Roth errichtet. An der Stelle standen zuvor fünf Gebäude, darunter die Wohnhäuser des Stadtvogts und des Reichspflegers sowie die Gaststätte Blaues Haus, die bereits seit 1643 diesen Namen trug. Das Gebäude diente als Manufakturgebäude, aber umfasste auch mehrere Wohnungen. Seit 1799 befindet sich im Gebäude eine Apotheke. Im 19. Jahrhundert lebten im Blauen Haus der Weißenburger Arzt Matthias Heinrich Weiser sowie sein Sohn, der Dichter Johann Matthias Heinrich Weiser. 1882 verlegte Wilhelm Kohl die noch heute betriebene Einhorn-Apotheke in das Gebäude. Heute befinden sich im Gebäude neben dieser Apotheke eine Arztpraxis, eine Filiale des Modegeschäfts Witt Weiden sowie das Apothekenmuseum Weißenburg im Kellergewölbe, welches eine Apothekeneinrichtung aus der Zeit des 19. Jahrhunderts zeigt.

## Baubeschreibung

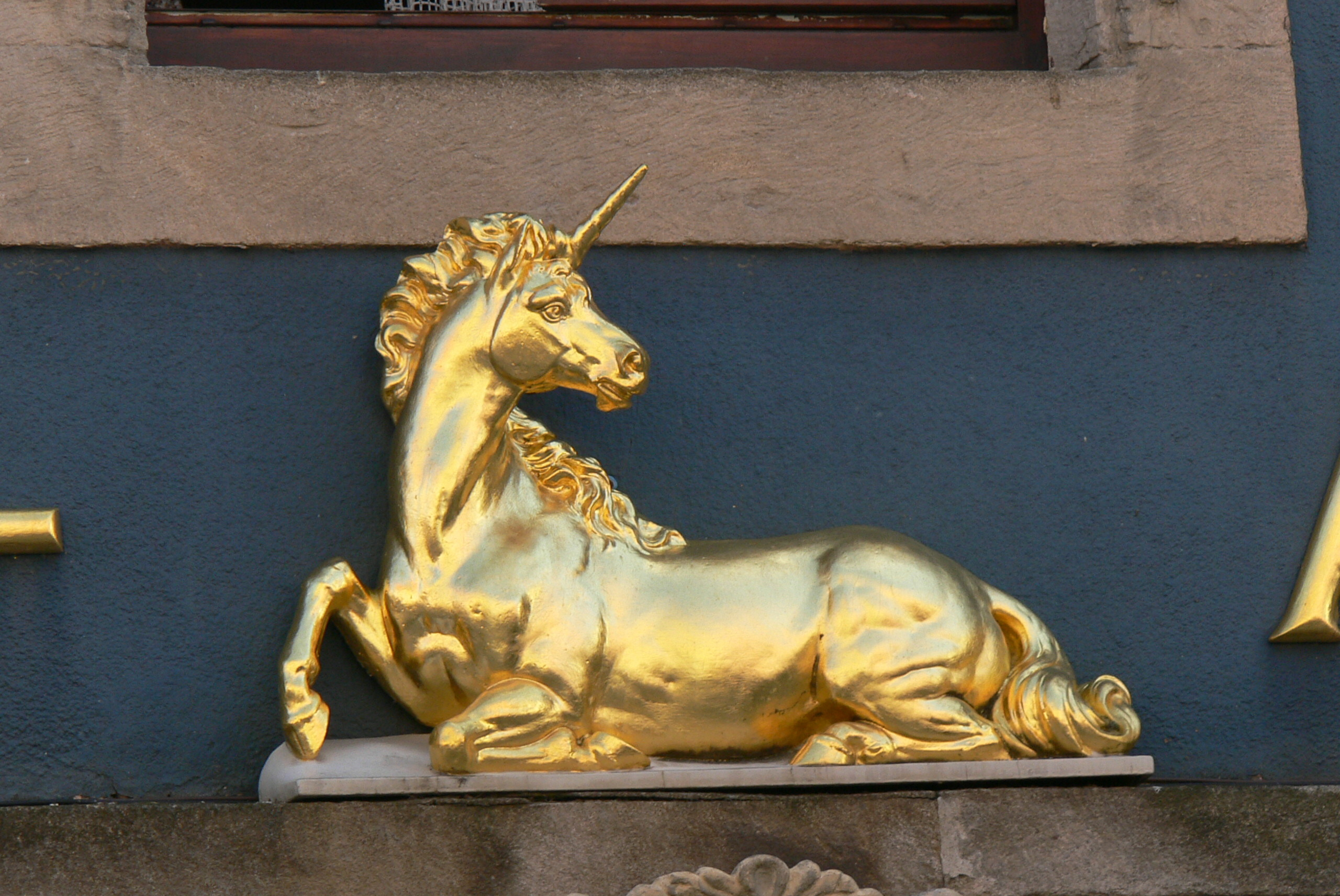
Das Einhorn über dem Portal

Der dreigeschossige Spätbarockbau mit Mansardwalmdach steht auf einem unregelmäßigen Grundstück und trägt im Schweifgiebelfeld der Ostseite eine bemerkenswerte Darstellung des Reichsadlers mit den Reichsinsignien, die die architektonische und topographische Lage in der Mitte der Stadt hervorheben sollte. Die repräsentativen Schauseiten des Blauen Hauses sind die Nordseite an der Rosenstraße sowie die Ostseite in Richtung des Alten Rathauses. Eine Kalksteintafel mit Darstellung eines Beils und einer abgehackten Hand sowie der Inschrift Kaiserliche Freiheit 1766 mahnte einst den besonderen Friedensbezirk im Marktbereich. An der Nordostseite des Gebäudes befindet sich ein Prellstein aus dem 18. Jahrhundert. An der Südseite befindet sich eine Vortreppe. Die Fassade wird mit Lisenen gegliedert und hat Schweifgiebel. Über dem Portal an der Nordseite des Hauses thront ein goldenes Einhorn.